# First Division 1954-1955
La First Division 1954-1955 è stata la 56ª edizione della massima serie del campionato inglese di calcio, disputato tra il 21 agosto 1954 e il 5 maggio 1955 e concluso con la vittoria del Chelsea, al suo primo titolo.
Capocannoniere del torneo è stato Ronnie Allen (West Bromwich) con 27 reti.

## Stagione

### Novità
Al posto delle retrocesse Middlesbrough e Liverpool sono saliti dalla Second Division il Leicester City e l'Everton.

## Squadre partecipanti
| Squadra           | Stagione | Città               | Stadio               | Stagione precedente                   |
| ----------------- | -------- | ------------------- | -------------------- | ------------------------------------- |
| Arsenal           | dettagli | Londra              | Highbury             | 12º posto in First Division           |
| Aston Villa       | dettagli | Birmingham          | Villa Park           | 13º posto in First Division           |
| Blackpool         | dettagli | Blackpool           | Bloomfield Road      | 6º posto in First Division            |
| Bolton            | dettagli | Bolton              | Burnden Park         | 5º posto in First Division            |
| Burnley           | dettagli | Burnley             | Turf Moor            | 7º posto in First Division            |
| Cardiff City      | dettagli | Cardiff             | Ninian Park          | 10º posto in First Division           |
| Charlton          | dettagli | Londra              | The Valley           | 9º posto in First Division            |
| Chelsea           | dettagli | Londra              | Stamford Bridge      | 8º posto in First Division            |
| Everton           | dettagli | Liverpool           | Goodison Park        | 2º posto in Second Division, promosso |
| Huddersfield Town | dettagli | Huddersfield        | Leeds Road           | 3º posto in First Division            |
| Leicester City    | dettagli | Leicester           | Filbert Street       | 1º posto in Second Division, promosso |
| Manchester City   | dettagli | Manchester          | Maine Road           | 17º posto in First Division           |
| Manchester Utd    | dettagli | Manchester          | Old Trafford         | 4º posto in First Division            |
| Newcastle Utd     | dettagli | Newcastle upon Tyne | St James' Park       | 15º posto in First Division           |
| Portsmouth        | dettagli | Portsmouth          | Fratton Park         | 14º posto in First Division           |
| Preston N.E.      | dettagli | Preston             | Deepdale             | 11º posto in First Division           |
| Sheffield Utd     | dettagli | Sheffield           | Bramall Lane         | 20º posto in First Division           |
| Sheffield Weds    | dettagli | Sheffield           | Hillsborough Stadium | 19º posto in First Division           |
| Sunderland        | dettagli | Sunderland          | Roker Park           | 18º posto in First Division           |
| Tottenham         | dettagli | Londra              | White Hart Lane      | 16º posto in First Division           |
| West Bromwich     | dettagli | West Bromwich       | The Hawthorns        | 2º posto in First Division            |
| Wolverhampton     | dettagli | Wolverhampton       | Molineux Stadium     | 1º posto in First Division            |

## Classifica finale
|       | Pos. | Squadra           | Pt | G  | V  | N  | P  | GF | GS  | MG    |
| ----- | ---- | ----------------- | -- | -- | -- | -- | -- | -- | --- | ----- |
|       | 1.   | Chelsea           | 52 | 42 | 20 | 12 | 10 | 81 | 57  | 1.421 |
|       | 2.   | Wolverhampton     | 48 | 42 | 19 | 10 | 13 | 89 | 70  | 1.271 |
|       | 3.   | Portsmouth        | 48 | 42 | 18 | 12 | 12 | 74 | 62  | 1.194 |
|       | 4.   | Sunderland        | 48 | 42 | 15 | 18 | 9  | 64 | 54  | 1.185 |
|       | 5.   | Manchester Utd    | 47 | 42 | 20 | 7  | 15 | 84 | 74  | 1.135 |
|       | 6.   | Aston Villa       | 47 | 42 | 20 | 7  | 15 | 72 | 73  | 0.986 |
|       | 7.   | Manchester City   | 46 | 42 | 18 | 10 | 14 | 76 | 69  | 1.101 |
| [ 2 ] | 8.   | Newcastle Utd     | 43 | 42 | 17 | 9  | 16 | 89 | 77  | 1.156 |
|       | 9.   | Arsenal           | 43 | 42 | 17 | 9  | 16 | 69 | 63  | 1.095 |
|       | 10.  | Burnley           | 43 | 42 | 17 | 9  | 16 | 51 | 48  | 1.063 |
|       | 11.  | Everton           | 42 | 42 | 16 | 10 | 16 | 62 | 68  | 0.912 |
|       | 12.  | Huddersfield Town | 41 | 42 | 14 | 13 | 15 | 63 | 68  | 0.926 |
|       | 13.  | Sheffield Utd     | 41 | 42 | 17 | 7  | 18 | 70 | 86  | 0.814 |
|       | 14.  | Preston N.E.      | 40 | 42 | 16 | 8  | 18 | 83 | 64  | 1.297 |
|       | 15.  | Charlton          | 40 | 42 | 15 | 10 | 17 | 76 | 75  | 1.013 |
|       | 16.  | Tottenham         | 40 | 42 | 16 | 8  | 18 | 72 | 73  | 0.986 |
|       | 17.  | West Bromwich     | 40 | 42 | 16 | 8  | 18 | 76 | 96  | 0.792 |
|       | 18.  | Bolton            | 39 | 42 | 13 | 13 | 16 | 62 | 69  | 0.899 |
|       | 19.  | Blackpool         | 38 | 42 | 14 | 10 | 18 | 60 | 64  | 0.938 |
|       | 20.  | Cardiff City      | 37 | 42 | 13 | 11 | 18 | 62 | 76  | 0.816 |
|       | 21.  | Leicester City    | 35 | 42 | 12 | 11 | 19 | 74 | 86  | 0.860 |
|       | 22.  | Sheffield Weds    | 26 | 42 | 8  | 10 | 24 | 63 | 100 | 0.630 |

Legenda:
      Campione d'Inghilterra.
      Retrocesse in Second Division 1955-1956.
Regolamento:
Due punti a vittoria, uno a pareggio, zero a sconfitta.
A parità di punti le squadre venivano classificate secondo il quoziente reti.

## Statistiche

### Squadre

#### Capoliste solitarie
Fonte:
|    | —— | ——  | —— | —— | —— | —— | ——        | ——        | ——  | ——  | ——  | ——        | ——        | ——  | ——            | ——            | ——            | ——            | ——            | ——            | ——            | ——  | ——         | ——         | ——         | ——  | ——  | ——            | ——            | ——            | ——            | ——            | ——            | ——      | ——      | ——      | ——      | ——      | ——      | ——      | ——      | —— |  |
|    |    | Eve |    |    | MU |    | Manches U | Manches U | WBA |     |     | Manches U | Manches U |     | Wolverhampton | Wolverhampton | Wolverhampton | Wolverhampton | Wolverhampton | Wolverhampton | Wolverhampton |     | Sunderland | Sunderland | Sunderland |     | Sun | Wolverhampton | Wolverhampton | Wolverhampton | Wolverhampton | Wolverhampton | Wolverhampton | Chelsea | Chelsea | Chelsea | Chelsea | Chelsea | Chelsea | Chelsea | Chelsea |    |  |
|    |    |     |    |    |    |    |           |           |     |     |     |           |           |     |               |               |               |               |               |               |               |     |            |            |            |     |     |               |               |               |               |               |               |         |         |         |         |         |         |         |         |    |  |
|    |    |     |    |    |    |    |           |           |     |     |     |           |           |     |               |               |               |               |               |               |               |     |            |            |            |     |     |               |               |               |               |               |               |         |         |         |         |         |         |         |         |    |  |
| 1ª | 2ª | 3ª  | 4ª | 5ª | 6ª | 7ª | 8ª        | 9ª        | 10ª | 11ª | 12ª | 13ª       | 14ª       | 15ª | 16ª           | 17ª           | 18ª           | 19ª           | 20ª           | 21ª           | 22ª           | 23ª | 24ª        | 25ª        | 26ª        | 27ª | 28ª | 29ª           | 30ª           | 31ª           | 32ª           | 33ª           | 34ª           | 35ª     | 36ª     | 37ª     | 38ª     | 39ª     | 40ª     | 41ª     | 42ª     |    |  |

### Individuali

#### Classifica marcatori
Fonte:
| Gol | Rigori |  | Giocatore          | Squadra           |
| --- | ------ |  | ------------------ | ----------------- |
| 27  | 1      |  | Ronnie Allen       | West Bromwich     |
| 26  |        |  | Jimmy Glazzard     | Huddersfield Town |
| 26  | 3      |  | Johnny Hancocks    | Wolverhampton     |
| 25  | 5      |  | Eddie Firmani      | Charlton          |
| 23  | 1      |  | Peter Harris       | Portsmouth        |
| 23  | 3      |  | Arthur Rowley      | Leicester City    |
| 22  |        |  | Roy Bentley        | Chelsea           |
| 20  |        |  | Tommy Taylor       | Manchester Utd    |
| 20  |        |  | Dennis Viollet     | Manchester Utd    |
| 20  |        |  | Dennis Wilshaw     | Wolverhampton     |
| 19  |        |  | Doug Lishman       | Arsenal           |
| 19  |        |  | Jackie Milburn     | Newcastle Utd     |
| 19  |        |  | John Willie Parker | Everton           |
| 19  | 1      |  | Trevor Ford        | Cardiff City      |
| 19  | 6      |  | Bobby Mitchell     | Newcastle Utd     |